# Cantó de Saint-Martin-d'Auxigny
El cantó de Saint-Martin-d'Auxigny és un cantó francès del departament del Cher, situat al districte de Bourges. Té 11 municipis i el cap és Saint-Martin-d'Auxigny.

## Municipis
- Allogny
- Fussy
- Menetou-Salon
- Pigny
- Quantilly
- Saint-Éloy-de-Gy
- Saint-Georges-sur-Moulon
- Saint-Martin-d'Auxigny
- Saint-Palais
- Vasselay
- Vignoux-sous-les-Aix

## Història
| Data d'elecció                           | Identitat        | Partit                      | Qualitat |
| ---------------------------------------- | ---------------- | --------------------------- | -------- |
| 1945-1976                                | Louis Delamarre  | SFIO, després divers gauche |          |
| 1976-1988                                | Louis Jouannin   | Divers droite               |          |
| 1988-2001                                | Michel Gilbert   | UDF                         |          |
| 2001-                                    | Alain Rafesthain | PS                          |          |
| les dades anteriors no són pas conegudes |                  |                             |          |
|                                          |                  |                             |          |

## Demografia
| A partir de 1990: Població sense dobles comptes |